# Station Nantes-État
Station Nantes État is een spoorwegstation in de Franse gemeente Nantes. Het station, gelegen op het Île de Nantes, werd in 1980 gesloten.
Het stationsgebouw is een monument historique.